# (64288) Lamchiuying
(64288) Lamchiuying est un astéroïde de la ceinture principale.

## Description
(64288) Lamchiuying est un astéroïde de la ceinture principale. Il fut découvert le 18 octobre 2001 à l'observatoire Desert Eagle par William Kwong Yu Yeung. Il présente une orbite caractérisée par un demi-grand axe de 2,38 UA, une excentricité de 0,15 et une inclinaison de 2,9° par rapport à l'écliptique.

## Compléments